# جولدن صن (العصر الضائع)
جودن صن (العصر الضائع) (بالإنجليزية: Golden Sun: The Lost Age)‏ تم إصدارها تحت أسماء مختلفة في بعض المناطق، هي لعبة فيديو تم تطويرها بواسطة كاميلوت لتخطيط البرمجيات ونشرتها نينتندو، بالإضافة إلى آخر لعبة تم إصدارها من قبل تقاعد هيروشي ياموتشي من منصب رئيس شركة نينتندو. إنها الدفعة الثانية في سلسلة جولدن صن. تم إصداره في 28 يونيو 2002 في اليابان، وخلال عام 2003 في أمريكا الشمالية وأوروبا.
من خلال القصة خلال أحداث اللعبة السابقة، يضع «ذا لوست أج» اللاعب في أدوار خصوم الألعاب السابقة، بشكل أساسي من منظور «أتباع» فيليكس السحريين وحلفائه وهم يسعون لاستعادة القوة من الكيمياء إلى عالم (ويارد). على طول الطريق، يستخدم اللاعب (سينرجي) لهزيمة الأعداء واكتشاف مواقع جديدة، ومساعدة السكان المحليين، والعثور على عنصر الجن الذي يزيد من قوى الشخصيات. يمكن للاعبين نقل شخصياتهم وعناصرهم من جولدن صن إلى «ذا لوست أج» عن طريق نظام كلمة المرور أو «جيم لينك كابل»، ويتم مكافأة اللاعبين على إكمال كلتا اللعبتين بالكامل.
عند الإصدار، تم استقبال «ذا لوست أج» بشكل إيجابي من قبل النقاد والجماهير. صنفت آي جي إن اللعبة على أنها ثامن أفضل لقب لـ غيم بوي أدفانس لعام 2003 و 22 أفضل لعبة (جي بي أ) على الإطلاق. باعت أكثر من 680,000 وحدة تبعه في النهاية إصدار ثالث بعنوان دارك داون، صدر في عام 2010 وتم تعيينه بعد ثلاثين عامًا من اللعبتين الأصليتين.

## أسلوب اللعب
يوجه اللاعبون مجموعة من الشخصيات وهم يسافرون عبر عالم ذي طابع خيالي، ويتفاعلون مع شخصيات أخرى، ويقاتلون الوحوش، ويكتسبون تعويذات ومعدات سحرية قوية بشكل متزايد، ويشاركون في بناء، سرد محدد مسبقًا. في حين أن العديد من الإجراءات التي يتخذها اللاعب إلزامية ومحورية في القصة، فإن «ذا لوست أج» يسمح للاعب بإكمال العديد من الأهداف بالترتيب الذي يختاره؛ زيارة المواقع السابقة لتعزيز عناصر القصة وإكمال أهداف اللعبة يتم التركيز عليها بشكل أقوى من اللعبة السابقة.
يتم قضاء الكثير من الوقت خارج المعركة إما في العالم الخارجي للعبة أو داخل الأبراج المحصنة والكهوف والأماكن الأخرى مع دمج الألغاز في تخطيطها. على عكس اللعبة الأصلية، التي تم فيها استكشاف العالم الخارجي سيرًا على الأقدام باستثناء رحلة قصيرة بالقارب غير صالحة للملاحة، يتضمن جزء كبير من طريقة اللعب في «ذا لوست أج» الإبحار في سفينة سحرية عبر بحر كبير، وزيارة القارات والجزر. لإكمال الألغاز، يجب على اللاعبين إما دفع الأعمدة لبناء مسارات قابلة للتفاوض بين المناطق المرتفعة، أو الصعود أو النزول من المنحدرات، أو الحصول على عنصر خاص للتقدم في القصة وعالم اللعبة. تدور العديد من هذه الألغاز بشكل كبير حول استخدام الشكل المقيم للعبة من التعاويذ السحرية، (سينرجي)، والتي تتطلب من اللاعب العثور على العناصر التي تمنح حاملها أشكالًا جديدة من (سينرجي) من أجل إنجاز المهام. يتيح الحصول على تعاويذ (سينرجي) جديدة للاعبين الوصول إلى مواقع وأسرار جديدة مخبأة داخل عالم اللعبة.
في حين أن العديد من ألعاب فيديو لعب الأدوار تقصر استخدام أشكالها السحرية على المعارك كإجراءات هجومية ودفاعية، فإن تعاويذ (سينرجي) تستخدم أيضًا بكثرة في الألغاز والاستكشاف. لا يمكن استخدام بعض أنواع (سينرجي) إلا في القتال؛ على العكس من ذلك، يتم استخدام بعض التعويذات فقط في العالم الخارجي للعبة وفي سيناريوهات غير قتالية. لا يزال من الممكن استخدام (سينرجي) في كلتا الحالتين؛ على سبيل المثال، يمكن استخدام تعويذة «فروست» لإلحاق الضرر بالأعداء في المعركة، أو لتحويل برك الماء إلى أعمدة طويلة من الجليد كجزء من أحجية. يكتسب اللاعب المزيد والمزيد من تعويذات (سينرجي) مع تقدم اللعبة، إما من خلال التسوية أو الحصول على عناصر خاصة وتجهيزها أو استخدامها، ومع كل «أداة مساعدة»، تهجئ (سينرجي) للحزب بالوصول إلى المزيد من المواقع والأسرار المخبأة داخل عالم اللعبة. سيُطلب من اللاعبين العودة إلى المواقع السابقة في اللعبة لإنهاء الألغاز التي لم يتمكنوا من حلها مسبقًا بسبب عدم وجود تعويذات (سينرجي) محددة.
يحتوي «ذا لوست أج» على لقاءات عشوائية مع الوحوش ومعارك إلزامية تقدم القصة. عندما تبدأ المعركة، يتم عرض شاشة منفصلة حيث يكون الطرف العدو في الجانب الآخر ويكون فريق اللاعب في جانب القتال. أثناء إجراء المعركة، تدور الشخصيات والخلفية حولها وتغير مواقعها بتأثير شبه ثلاثي الأبعاد.
تشبه طريقة اللعب المتعلقة بوضع معركة «ذا لوست أج» أسلوب لعب الأدوار التقليدي في ألعاب الفيديو. في كل معركة، يُطلب من اللاعب هزيمة جميع الأعداء باستخدام هجمات مباشرة بالأسلحة، ونوبات (سينرجي) الهجومية، ووسائل أخرى لإحداث الضرر، كل ذلك مع الحفاظ على فريقهم على قيد الحياة من خلال العناصر و (سينرجي) الداعمة التي تعيد الحياة وتكمل الدفاع. إذا تم إسقاط جميع شخصيات اللاعب عن طريق تقليل نقاط ضربهم إلى الصفر، فسيتم إرجاع المجموعة إلى القرية الأخيرة التي زارها اللاعب ويتعرض لعقوبة مالية. الانتهاء بنجاح من معركة غلة نقاط الخبرة، والقطع النقدية، والنادرة أحيانا البنود. بالإضافة إلى اللعبة الرئيسية نفسها، هناك أيضًا وضع قتال تنافسي يمكن الوصول إليه من شاشة القائمة، حيث يمكن للاعبين إدخال فرقهم في ساحة لمحاربة الأعداء الذين يتحكمون في وحدة المعالجة المركزية أو لاعبين آخرين وجهاً لوجه.

### نظام جينني
واحدة من أهم الميزات في سلسلة «جولدن صن» هي جمع ومعالجة مخلوقات عنصرية تسمى الجن (المفرد: «جينني»)، ويقدم «ذا لوست أج» مجموعة جديدة من الجن. يمكن العثور عليها متناثرة في مخبأ طوال اللعبة. هناك أحد عشر جنًا لكل عنصر من العناصر الأربعة (بدون احتساب العناصر التي يمكن العثور عليها فقط في «جولدن صن» الأصلية) التي يمكن تخصيصها لكل شخصية. يشكل «جينني» أساس نظام تحسين إحصائيات اللعبة، والطريقة التي يتم بها تخصيصها لشخصيات مختلفة تعدل فئات الشخصيات، وتزيد من نقاط الوصول القصوى، ونقاط (سينرجي)، وإحصاءات أخرى، وتغير أيضًا (سينرجي) المتاحة التي يمكن أن تؤديها الشخصيات. يمكن أيضًا استخدام «جينني» للهجوم المباشر على الخصم، وبمجرد استخدامه، لم يعد «جينني» يساهم في فئة الشخصية ولكن يمكن استخدامه لاستدعاء روح عنصرية قوية لمهاجمة الخصم. هذه هي أقوى طريقة للهجوم في اللعبة، وهي أيضًا الأكثر خطورة، حيث تتطلب من الجن أن يكون في وضع الاستعداد وبالتالي غير متاح لتعزيز الإحصائيات الخاصة بأي شخصية تم تجهيز «جينني» لها. بمجرد استخدام «جينني» في وضع الاستعداد لتسلسل استدعاء، يستغرق الأمر عددًا من الأدوار للتعافي قبل أن يستعيد نفسه إلى الوضع المحدد على شخصية، ولكن يتم تعزيز الزيادة اللاحقة في تقارب عنصر الهجوم على الشخصية لـ مدة المعركة.

## ملخص

### الشخصيات
في معظم مراحل اللعبة، يتحكم اللاعب في أربع شخصيات: فيليكس هو فينوس بارع يبلغ من العمر ثمانية عشر عامًا من قرية فالي، والذي كان مناهضًا للبطل في «جولدن صن» ولكنه يعمل كبطل جديد للعبة أخته الصغرى، جينا البالغة من العمر سبعة عشر عامًا، مارس أديبت أيضًا من فالي، وفتاة تبلغ من العمر أربعة عشر عامًا والمشتري الماهر يدعى شيبا، بالإضافة إلى عالم مسن حاد الذكاء يدعى كرادين، جميعهم رهائن التي أجبر فيليكس على أخذها مع أسياده المتوفين الآن، محاربي المريخ البارعين ساتوروس وميناردي الذين خدموا كخصوم اللعبة السابقين. في هذه اللعبة، يأخذ اللاعب دور فيليكس وهو يسعى جاهداً لإكمال الهدف الأصلي ساتوروس وميناردي لإعادة «ألكمي» إلى عالم (ويارد)، والانضمام إليهم مبكرًا هو «ميركري أدبت» المسمى بيرس، وهو شاب غامض قام بحفل سفينته فيليكس يستخدم لاستكشاف العالم خلال رحلتهم.
تعمل عدة مجموعات من الشخصيات كخصوم فيليكس في «ذا لوست أج». إنه على خلاف مع أبطال جولدن صن الأصلية، بقيادة المحارب الشاب الزهرة إسحاق، الذي يلاحقه في جميع أنحاء العالم، ويارد تحت الاعتقاد بأن «ألكمي» من المحتمل أن تدمر (ويارد) إذا تم إطلاق العنان لها. أحد رفاق ساتوروس الأصليين، وهو عطارد قوي وغامض يُدعى أليكس، يتحالف مع زوج ثانٍ من محاربي المريخ الأقوياء والرائعين، كارست وأجاتيو. يواصلون الضغط على فيليكس للتأكد من أنه يمضي في سعيه كما يفترض.

### بلوت
تدور أحداث «ذا لوست أج» في نفس عالم الخيال الذي كان لسابقه، عالم «(ويارد)». إنها طائرة مستوية ودائرية بشكل غامض تتساقط محيطاتها باستمرار على حافة محيط العالم بأكمله إلى ما يبدو أنه هاوية لا نهاية لها، على الرغم من أن لا أحد يعرف ما هو فوقها. قُتل خصوم اللعبة السابقة، ساتوروس وميناردي، في معركة على يد بطلي اللعبة بقيادة إسحاق، ولكن ليس قبل أن ينجح الزوجان في تنشيط اثنين من أربع منارات عظيمة تقع في جميع أنحاء عالم ويارد، منارات إليمينتال. يأخذ رفيق ساتوروس فيليكس بقية مجموعة ساتوروس وينطلق في رحلة خاصة به لإكمال هدف ساتوروس الأصلي لتفعيل المنارتين المتبقيتين، لأن إضاءة الأربعة ستحقق استعادة القوة الخارقة القوية لـ (ويارد). انضم إليه أخته جينا، كوكب المشتري بارع اسمه شيبا الذي سبق أن اختطفه ساتوروس، والباحث كرادين. تبحث المجموعة عن سفينة للعبور إلى النصف الغربي من ويارد، وتعرف على رجل يدعى بيرس اتُهم زوراً بالقرصنة ويمتلك سفينة يمكنهم استخدامها. تبرئة فيليكس ومجموعته من اسمه، ويوافق بيرس على الانضمام إليهم. خلال هذا، يواصل حزب إسحاق ملاحقتهم. تكتشف المجموعة أيضًا أن رفيقهم السابق أليكس قد تحالف مع أخت ميناردي الصغرى كارست وشريكها أجاتيو من أجل إبقاء فيليكس على المسار الصحيح.
في النهاية، يمكن لحزب فيليكس الوصول إلى منزل بيرس، وهو مجتمع أسطوري منعزل يشبه أتلانتس يُدعى ليموريا بعيدًا في المحيط. عندما يجتمعون مع ملك ليموريا القديم، «هايدروس»، يتعرفون على طبيعة «ألكمي» الحقيقية؛ لقد كان دائمًا مصدر قوت حياة (ويارد)، وقد تسبب غيابه على مدار العصور الماضية في انخفاض حجم قارات العالم وانهيار أجزاء من العالم في الهاوية. مع العلم أن استعادة الخيمياء هو ما يجب القيام به لإنقاذ العالم بالفعل، يعبر فيليكس البحر من أجل تنشيط منارة المشتري. ولكن عندما دخل فريق مطاردة إسحاق إلى المنارة، وقعوا في فخ ونصب كمين من قبل كارست وأغاتيو. ينقذ فيليكس إسحاق، لكن كارست وأغاتيو يهربان مع نجم المريخ الذي كان في حوزة إسحاق.
استطاع فيليكس أخيرًا أن يشرح لإسحاق سبب كون إطلاق «ألكمي» أمرًا ضروريًا للجميع، وأن ساتوروس وميناردي كانا يهدفان إلى تحقيق هذا الهدف فقط من أجل بقاء مستعمرتهما الأصلية «بروكس» في أقصى الشمال، بالقرب من المريخ. منارة. يكشف أيضًا أن والديه ووالد إسحاق على قيد الحياة وأنهما محتجزان حاليًا كرهائن في «بروكس» من أجل إجبار فيليكس على التعاون الأولي. يوافق إسحاق وشركته على مساعدة فيليكس، وتنطلق المجموعة شمالًا لتنشيط منارة المريخ. تكتشف المجموعة أن كارست وأجاريو قد تحولا إلى تنانين طائشة وأجبروا على هزيمتهم - يعيدون نجم المريخ قبل أن يموتوا متأثرين بجراحهم. عندما يصلون إلى قمة البرج، يواجههم الحكيم، الكيان المسؤول عن تكليف إسحاق في الأصل بمنع كسر ختم «ألكمي». لقد حذرهم من أن البشر يمكن أن يدمروا ويارد أنفسهم بشكل جيد إذا كان لديهم مثل هذه القوة، وعندما أصر إسحاق على كسر الختم بغض النظر عن استدعاء الحكيم لتنين عملاق ثلاثي الرؤوس للحزب ليخوض المعركة النهائية. بعد قتل التنين، أنهى فريق «أدبتس» هدفهم وقاموا بتنشيط منارة المريخ؛ مع إضاءة جميع الأبراج الأربعة عبر (ويارد)، فإن العملية التي تبشر بعودة قوة «ألكمي» إلى (ويارد) في جبل الحرم الجبلي إم تي. ألف. أليكس هناك، مع ذلك؛ لقد استفاد من مهام أي شخص آخر حتى يكتسب قوة هائلة لنفسه من ضوء الشمس الذهبية، أحد مظاهر الخيمياء نفسها. ومع ذلك، يكتشف أن الحكيم قد اتخذ خطوات لمنع ذلك وترك ليموت عندما يغرق الجبل في الأرض.

## التطوير
تم الكشف عن «ذا لوست أج» لأول مرة في اليابان في أوائل عام 2002، وكانت مجلة فاميتسو أول منشور لمراجعة اللعبة. كان العصر الضائع متوقعًا للغاية؛ تصدرت قائمة آي جي إن لألعاب غيم بوي أدفانس «الأكثر طلبا» لعام 2003. كانت نسخة أمريكا الشمالية من اللعبة قابلة للعب في معرض الترفيه الإلكتروني 2002،  ولاحظت آي جي إن أن افتتاح اللعبة قد تخلص من التسلسل الافتتاحي الممل المعروف لـ «جولدن صن»، حيث قدم الشخصيات بين الحركة. قامت غيم سبوت بمعاينة نسخة مترجمة من «ذا لوست أج» في فبراير 2003، ولاحظت أن اللعبة مبنية على محرك الرسومات السابق، مع «البيئات في اللعبة التي تتميز بتفاصيل غنية مع القليل من اللمسات - مثل الطيور التي تطير عندما تقترب».
تلقى «ذا لوست أج» عمومًا مراجعات إيجابية، لكن النقاد انقسموا حول ما إذا كانت اللعبة أفضل من جولدن صن الأصلية أم لا. في ميتاكريتيك، حصل «ذا لوست أج» على تصنيف إجمالي 86٪، مقارنة بـ جولدن صن 91٪. وبالمثل، تمنح غيم رانكينغز «ذا لوست أج» تقييمًا إجماليًا بنسبة 87٪، أقل قليلاً من تصنيف جولدن صن بنسبة 90٪. بالمقابل، احتلت «ذا لوست أج» المرتبة 78 في أفضل 100 لعبة على الإطلاق في اختيار القراء من آي جي إن، وهي أعلى من سابقتها. كما تم تصنيفها كأفضل لعبة 69 على نظام «نينتندو» في قائمة «أفضل 200 لعبة» من نينتندو باور .
آي جي إن أعطت التكملة إشادة كبيرة ؛ بينما بقيت معظم آليات اللعبة على حالها، تم الترحيب بإضافة المزيد من الألغاز المعقدة. أصبحت «ذا لوست أج» فيما بعد «لعبة الشهر» على آي جي إن في أبريل 2003. قال شاين بيتنهاوزن من إلكترونك غيمينغ مونثلي أنه على الرغم من أن «ذا لوست أج» «لن يفوز بأي مسابقات أصالة (يبدو هذا، ويبدو، ويشعر أنه مطابق تقريبًا لسابقه)، ولكن عندما يعني المزيد من نفس الشيء المزيد من لعب الأدوار من الدرجة الأولى ، فإنني لا يشكو». اختارت المنشورات الأخرى الرسوم والصوت كميزات قوية بشكل خاص. أطلق المنشور لاحقًا على «ذا لوست أج» أفضل لعبة غيم بوي أدفانس في أبريل 2003.
وجدت بعض المنشورات خطأ في الشكاوى التي بقيت من الأصل، بما في ذلك نظام القتال. اعترضت آي جي إن و غيم برو على عدم وجود قتال «ذكي». إذا قُتل العدو قبل أن يهاجمه أعضاء الطرف الآخر، فإن هؤلاء الأعضاء يتحولون إلى الدفاع بدلاً من مهاجمة الأعداء المتبقين بذكاء. شعر إيثان أينهورن من «جيم ناو» أن العناصر الوحيدة التي جعلت نظام القتال أعلى من «أجرة آر بي جي النموذجية» هي الرسومات. شعرت غيم سباي أنه كان بإمكان كيملوت إضافة المزيد من الميزات، وانتقدت التسلسل الافتتاحي الطويل الذي إما ينفر اللاعبين من اللعبة السابقة ، أو يربك اللاعبين الجدد عن طريق إغراقهم بأماكن وشخصيات غير مألوفة.
باعت «ذا لوست أج» 96000 وحدة في أسبوعها الأول في اليابان ، وكانت اللعبة الأكثر مبيعًا في تلك الفترة. باعت اللعبة ما مجموعه 249000 نسخة في اليابان و 437000 في أمريكا الشمالية بحلول 21 نوفمبر 2004.

## روابط خارجية
- الموقع الرسمي نسخة محفوظة 4 مايو 2021 على موقع واي باك مشين.